# ラングリー (地区)

メトロバンクーバー内の位置

ラングリー地区（英：The Township of Langley）は、カナダ、ブリティッシュコロンビア州のメトロバンクーバーにある自治体で、「地区  (District Municipality) 」として分類される。人口132,603人。西はサレーやラングリー（市）と、東はアボッツフォードと接する。また北にはフレーザー川が流れ、南はアメリカ・ワシントン州との国境線となっている。メトロバンクーバーの中では最も南東に位置するが、バンクーバーのダウンタウンやバンクーバー国際空港までは車で1時間弱で行くことができる。